# Алексадру Прока
Александру Прока — румунський фізик, який навчався та працював у Франції. Він розвинув векторну мезону теорію ядерних сил та рівняння релятивістських квантових полів, які носять його ім'я (рівняння Прока), для масових, векторних мезонів з одиничним спіном. Він став громадянином Франції в 1931.

## Освіта

### Школа та коледж
У Румунії він був одним з найкращих студентів школи «Георге Лазар» та Політехнічного університету в Бухаресті. Він мав великий інтерес до теоретичної фізики, з наміром її вивчати він поїхав до Парижу, де закінчив Сорбонський університет за спеціальністю «Наука», отримавши диплом бакалавра наук з рук Марії Кюрі. Потім він влаштувався на роботу фізиком-дослідником в Інституті Радію в 1925 році.

### Докторантура
Докторську роботу Александру Прока виконував з теоретичної фізики під керівництвом Нобелівського лауреата Луї де Бройля. Він успішно захистив дисертацію «Про релятивістичну теорію електронів Дірака» перед атестаційною комісією, якою головував інший Нобелівський лауреат Жан Перрен.

## Наукові досягнення
В 1929 році Прока став редактором впливового фізичного журналу «Анали», що його видавав Інститут Анрі Пуанкаре. Потім, в 1934 році він провів цілий рік з Ервіном Шредінгером в Берліні, всього декілька місяців відвідував Нобелівського лауреата Нільса Бора в Копенгагені, де він також зустрів Гайзенберга та Джорджа Гамова.
Прока став відомим як один з найвпливовіших фізиків-теоретиків Румунії минулого століття, що розвинув векторну мезону теорію ядерних сил в 1936 році, випередивши Нідекі Юкаву, з роботами, в яких він використав формули Прока для векторних мезонних полів як точки відліку. Юкава, зрештою, отримав Нобелівську премію за пояснення ядерних сил, використовуючи пі-мезонні поля та точно передбачивши існування піонів, які спочатку були названі Юкавою «мезотронами». Піони були найлегшими мезонами, що грають ключову роль в поясненні властивостей сильної ядерної взаємодії та нижніх енергетичних рівнях. На відміну від важких односпінових бозонів в рівняннях Прока, піони передбачені Юкавою були безспіновими мезонами, які, як вважав Прока в 1936—1941 роках, були непарними, що брали участь в електрослабкій взаємодії, та спостерігалися в експериментах з високоенергетичними частинками лише починаючи з 1960 року, в той час як піони передбачені теорією Юкави спостерігалися в експериментах Карлом Андерсоном в 1937 з масами досить близькими до 100 MeV, як і передбачала пі-мезона теорія Юкави видана в 1935 році; наступні теорії враховували лише масові скалярні поля у випадку ядерних сил, як такі які можуть бути знайдені в теорії пі-мезонів.
У випадку більших мас, векторні мезони включають також чарівний та верхній кварки у свою структуру. Спектр важких мезонів поєднаний радіоактивним процесом з векторними мезонами, які, таким чином, відіграють важливу роль в мезоній спектроскопії. Цікаво, що легко-кваркові векторні мезони існують в майже чистих квантових станах.
Рівняння Прока — це рівняння руху Ойлер — Лагранжевого типу, які призводять до виконання умов лоренцевої масштабної інваріантності:
{\displaystyle \partial _{\mu }A^{\mu }=0\!}.
Коротко, рівняннями Прока є:
{\displaystyle \Box A^{\nu }-\partial ^{\nu }(\partial _{\mu }A^{\mu })+m^{2}A^{\nu }=j^{\nu }}, де:
{\displaystyle \Box =\left({\frac {\partial ^{2}}{\partial t^{2}}}\right)-\nabla ^{2}},
{\displaystyle A^{\mu }} — 4-потенціал; оператор {\displaystyle \Box }, що діє на потенціал це оператор Д'Аламбера; {\displaystyle j^{\nu }} — це точкова густина, а оператор набла (∇) в квадраті — це оператор Лапласа, Δ. Так як це релятивістське рівняння, то вважається відомою домовленість про Айнштайнове сумування — підсумовування за однаковими індексами. 4-потенціал {\displaystyle A^{\nu }} є комбінацією скалярного потенціалу ϕ та трьохвимірного векторного потенціалу A, що випливає з рівнянь Максвела:
{\displaystyle A^{\nu }=(\phi ,\mathbf {A} )}
{\displaystyle \mathbf {E} =-\mathbf {\nabla } \phi -{\frac {\partial \mathbf {A} }{\partial t}}}
{\displaystyle \mathbf {B} =\mathbf {\nabla } \times \mathbf {A} .}
В спрощеному записі рівняння мають вигляд.
{\displaystyle \partial _{\mu }(\partial ^{\mu }A^{\nu }-\partial ^{\nu }A^{\mu })+\left({\frac {mc}{\hbar }}\right)^{2}A^{\nu }=0}.
Рівняння Прока описує поле масивних частинок з масою m та спіном 1 у відповідному полі, що поширюється зі швидкістю c в часо-просторі Мінковського; таке поле характеризується дійсним вектором A, який проявляється у Лагранжевій густині (спіновому моменті) L. Рівняння можна записати у формі подібній до рівняння Кляйна-Гордона:
{\displaystyle {\frac {1}{c^{2}}}{\frac {\partial ^{2}}{\partial t^{2}}}\psi -\nabla ^{2}\psi +{\frac {m^{2}c^{2}}{\hbar ^{2}}}\psi =0},
але останнє є скалярним, «не векторним», рівнянням, що описує релятивістські електрони, і тому може бути застосованим тільки до ферміонів зі спіном 1/2. Більше того, розв'язком рівняння є релятивістська хвильова функція, яку можна представити у вигляді квантових плоских хвиль, якщо рівняння записати в природних одиницях:
{\displaystyle -\partial _{t}^{2}\psi +\nabla ^{2}\psi =m^{2}\psi };

це скалярне рівняння застосовне лише до релятивістських ферміонів, для яких виконується співвідношення енергія-імпульс в Айнштайновій спеціальній теорії відносності. Інтуїтивне припущення Юкави базувалося на такому рівнянні Кляйна-Гордона, про що в 1941 році Нобелівський лауреат Вольфганг Паулі писав: 
|  | …Юкава припустив, що мезон має спін 1, для того щоб пояснити спінову залежність сил між протоном і нейтроном. Теорію для цього випадку дав Прока.Оригінальний текст (англ.) Yukawa supposed the meson to have spin 1 in order to explain the spin dependence of the force between proton and neutron. The theory for this case has been given by Proca". |

### Публікації в Бібліотеці Конгресу
- Library of Congress